# De choses et d'autres
Albums de Sylvie Vartan
Ça va mal
(1981) Danse ta vie (album)
(1983)
De choses et d'autres est le 24e album studio de Sylvie Vartan, paru en 1982 en 33 tours et en cassette audio chez RCA Victor.  
L’album, produit par son frère Eddie Vartan, alterne titres légers et chansons plus profondes. On y retrouve notamment une adaptation en français du titre américain Eye of the Tiger du groupe Survivor, grand succès de l’année grâce à la bande originale du film Rocky III. Cette adaptation prend le titre Faire quelque chose.  

## Contexte et réalisation
Après le succès de L'amour c'est comme une cigarette en 1981, l’équipe de la chanteuse (notamment Michel Mallory) cherche à confirmer cet élan. L’album se veut éclectique : il comprend des chansons dansantes (Super Sylvie, Surprise) mais aussi des titres plus introspectifs (Ne raccrochez pas, Mañana tomorrow).  
La chanson La sortie de secours, proposée comme premier extrait, bénéficie d’une promotion importante mais n’atteint pas le succès espéré.  

## Promotion
Sylvie Vartan interprète plusieurs titres de l’album lors de passages télévisés en 1982 et 1983, notamment La sortie de secours, Ne raccrochez pas, Super Sylvie, Mañana tomorrow et Marathon woman.  
La sortie de secours et Ne raccrochez pas figurent dans la setlist de sa tournée d’été 1982, tandis que Mañana tomorrow et Le mot de passe sont reprises sur la scène du Palais des congrès de Paris à l’automne 1983.  

## Liste des titres

### Face A
1. Faire quelque chose (Eye Of The Tiger)
2. De choses et d'autres
3. Super Sylvie (They Got Nothing On Him)
4. Ne raccrochez pas
5. Le mot de passe

### Face B
1. Marathon woman
2. Mañana tomorrow
3. Trouvez un alibi
4. Je veux l’aimer
5. La sortie de secours (I'm So Sorry)
6. Surprise

## Singles
- La sortie de secours / Ne raccrochez pas (1982)
- Marathon woman / Mañana tomorrow (1982)
- Faire quelque chose (avec l’amour) – Mañana tomorrow / La drôle de fin – La Maritza (1983)

## Accueil
La presse spécialisée souligne la variété des registres proposés, certains critiques appréciant l’énergie de l’adaptation de Eye of the Tiger, tandis que d’autres jugent l’ensemble inégal.  
L’album s’inscrit dans la continuité de la carrière de Sylvie Vartan, alors figure majeure de la variété française des années 1980.  